# Cape Rybachiy
Cape Rybachiy (englisch; russisch Мыс Рыбачий Mys Rybatschi, deutsch ‚Fischer-Kap‘) ist ein bis zu 80 m hohes Kap an der Ingrid-Christensen-Küste des ostantarktischen Prinzessin-Elisabeth-Lands. Am südöstlichen Ufer der Prydz Bay liegt es 2,25 km östlich des östlichen Endes von Ranvik Island in den Rauer-Inseln.
Wissenschaftler einer sowjetischen Antarktisexpedition kartierten und benannten es 1956. Das Antarctic Names Committee of Australia übertrug die Benennung 1991 ins Englische.